# Madeleine des Rivières
 (juillet 2013).
Si vous disposez d'ouvrages ou d'articles de référence ou si vous connaissez des sites web de qualité traitant du thème abordé ici, merci de compléter l'article en donnant les références utiles à sa vérifiabilité et en les liant à la section « Notes et références ».
Madeleine des Rivières, née à Québec le 29 avril 1922 et morte le 19 novembre 2023 dans la même ville, est une écrivaine et traductrice agréée, auteure de contes et de biographies.

## Biographie
Madeleine des Rivières est née en 1922 à Québec, fille de Fabiola Vézina et du docteur Alfred Morisset, député puis greffier du conseil exécutif du Québec. Elle s'est mariée à Jacques des Rivières en 1947. Son époux étant décédé en 1976, elle se remarie en 1981 à Bernard Corriveau, veuf de Monique Corriveau. De son premier mariage, Madeleine des Rivières a eu 3 enfants: Marie-José, Claude et Geneviève.
Madeleine des Rivières a étudié chez les religieuses de St-Joseph de St-Vallier au cours primaire et secondaire et a ensuite suivi un cours de Sciences infirmières à l'Hôpital de l'Enfant-Jésus de Québec et a obtenu son diplôme de l'Université Laval en 1943.
À la suite de sa carrière d'infirmière, Madeleine des Rivières a collaboré à plusieurs revues pour les jeunes. Elle a donné plusieurs conférences, notamment sur Irma LeVasseur, cofondatrice de l'Hôpital Sainte-Justine de Montréal et fondatrice de l'Hôpital de l'Enfant-Jésus de Québec. En 1971, elle agit comme traductrice pigiste des débats au sénat. En 1975, Elle termine un cours à l'École de traduction de l'Université Laval. Elle est membre de la Société de Saint-Vincent-de-Paul, fondée par Frédéric Ozanam. Elle a écrit quelques ouvrages, notamment en 1984 Ozanam, un savant chez les pauvres, ré-édité en France en 1997 dans la collection Foi Vivante.
Madeleine des Rivières meurt à Québec le 19 novembre 2023 à l'âge de 101 ans.

## Ouvrages publiés
- Ronde autour de mon pays - Éditions Jeunesse - 1967
- Ozanam, un savant chez les pauvres - Les Éditions Bellarmin, Montréal et Les Éditions du Cerf, Paris - 1984 (Ouvrage traduit en anglais, espagnol, portugais, italien et japonais)
- Une femme, mille enfants - Justine Lacoste Beaubien - Éditions Bellarmin - 1987

## Ouvrage non publié
- Le ressouvenir, 2 volumes, 2009

## Prix
- Prix de littérature Jeunesse à l'occasion des fêtes de la Confédération canadienne, 1967

## Associations
- Conseillère à la Société des écrivains canadiens de langue française, 1968-1978
- Présidente de l'Ordre des traducteurs du Québec, section de Québec, 1980-1981
- Membre de l'association Les Écrivains francophones d'Amérique, section de Québec, 1978-